# Cesare Paravicini
Cesare Giuseppe Maria Paravicini (Milano, 23 gennaio 1810 – Varese, 16 settembre 1867) è stato un patriota e politico italiano, personaggio del Risorgimento italiano.

## Biografia
Apparteneva ad una nobile famiglia originaria della Valtellina, trasferitasi a Varese nel diciassettesimo secolo. Nacque a Milano il 23 gennaio 1810, figlio del nobile Giovanni Filippo Paravicini (Milano 1779 – 1838) e di donna Felicita Sartirana (Giussano 1788 – Milano 1866).  Frequentò gli studi secondari a Roma presso i Gesuiti. Desideroso di libertà, emigrò a Vienna dove entrò in rapporto con patrioti italiani iscritti alla Giovane Italia che lo iniziarono all'attività politica. 
Rientrato in Patria  proseguì gli studi iscrivendosi alla facoltà di giurisprudenza. Nel maggio del 1833, insieme ad un amico medico, Tito Omboni (1811 – 1900), resosi poi noto per i suoi viaggi nell'Africa Occidentale, si trasferì dapprima in Svizzera e poi a Parigi ove si unì ai numerosi fuoriusciti italiani; per tale motivo fu sottoposto al controllo della polizia francese e, in occasione dell'attentato di Louis Alibaud a re Luigi Filippo del 25 giugno 1836, fu incluso nella lista dei sospettati senza che ci fosse tuttavia alcuna prova di un suo coinvolgimento. Dovette quindi allontanarsi e rientrare a Varese dove fu subito accolto tra coloro che agognavano la fine dell'occupazione dell'Impero austriaco.
Sposatosi con Giuseppina Bellezza, piemontese, ebbe quattro figli: Isabella, Cesarina, Giovanni (morto in giovane età) ed Ernestina.
Eletto consigliere del Comune di Varese per la prima volta nel 1843, mantenne tale carica rappresentativa quasi ininterrottamente sino all'anno della morte.
Nel 1848, sotto il Governo Provvisorio, fu nominato Podestà di Varese. Dopo il ritorno dell'Austria fu escluso dall'amnistia concessa da Radetzky e dovette riparare prima in Piemonte e poi nuovamente in Svizzera. Colà strinse legami di amicizia con Carlo Cattaneo del quale condivideva il pensiero politico. 
Rimpatriato agli inizi degli anni Cinquanta, in seguito ad un provvedimento di amnistia emanato dal Governo austriaco, riuscì a riprendere l'impegno politico, nonostante la sorveglianza della polizia austriaca. Nel maggio del 1859 fu ancora tra i protagonisti della difesa di Varese.
Morì il 16 settembre 1867 sinceramente compianto dai suoi concittadini. Il Comune di Varese lo volle onorare dedicandogli una via cittadina e sotto il portico del Palazzo Estense, sede del Municipio, una lapide ricorda la carica di Podestà da lui ricoperta, il suo esilio, come pure il suo efficace contributo al Risorgimento italiano.